# Hélène Cixous
Hélène Cixous (Orano, 5 giugno 1937) è una scrittrice, drammaturga e saggista francese, conosciuta per il suo impegno femminista.

## Biografia
Nata a Orano, in Algeria, la madre era una ebrea tedesca esiliata e il padre un medico ebreo algerino. Ottiene l'aggregazione d'inglese nel 1959, ed il dottorato di stato nel 1968. Ha il merito di avere contribuito alla nascita dell'Università di Vincennes (Paris VIII), dopo il maggio del 1968. Diventa Docente e fonda il Centro di studi femminili edi studi di genere, primo in Europa. Nel 1969 partecipa alla fondazione della rivista Poétique, con Tzvetan Todorov e Gérard Genette. Dal 1983 tiene un seminario al Collegio internazionale di Filosofia. È conosciuta per il suo impegno femminista. Nel 1969 ha vinto il Premio Médicis per il romanzo Dedans, pubblicato da Grasset.
Nel corso della sua attività letteraria, ha pubblicato circa sessanta opere apparse essenzialmente presso gli editori Grasset, Gallimard, Des femmes e Galilée. È anche autrice di teatro ed i suoi lavori sono stati messi in scena da Simone Benmussa al théâtre d'Orsay, da Daniel Mesguich al Théâtre de la Ville, e da Ariane Mnouchkine al Théâtre du Soleil. Nel 1963, incontra Jacques Derrida, a cui è stata legata da una lunga amicizia e con cui ha condiviso numerose attività politiche ed intellettuali, come gli esordi dell'Università Paris-VIII, il Centro Nazionale delle Lettere (oggi Centro Nazionale del libro) — 1981-1983 —, il Parlamento internazionale degli scrittori, il Comitato anti-apartheid, dei colloqui, e anche dei seminari al Collegio internazionale di Filiosofia. Hanno anche pubblicato opere comuni o incrociate, come Voiles, con disegni d'Ernest Pignon-Ernest, (Galilée, 1998), Portrait de Jacques Derrida en jeune saint juif (Galilée, 2001), H.C. pour la vie, c’est à dire… (Galilée, 2002). 
Oltre che su Jacques Derrida e su James Joyce, Hélène Cixous ha scritto numerosi saggi sulle opere di Clarice Lispector, Maurice Blanchot, Franz Kafka, Heinrich von Kleist, Montaigne, Ingeborg Bachmann, Thomas Bernhard, e Marina Tsvetaeva. Il suo saggio Le Rire de la Méduse è considerato un'opera determinante per il femminismo moderno.

## Opere
Qui di seguito sono elencate le edizioni francesi delle opere di Hélène Cixous.

### Romanzi
- Le Prénom de Dieu (Grasset, 1967)
- Dedans (Grasset, 1969)
- Le Troisième Corps (Grasset, 1970)
- Les Commencements (Grasset, 1970)
- Neutre (Grasset, 1972)
- Tombe (Seuil, 1973, 2008)
- Portrait du Soleil (Denoël, 1974)
- Révolutions pour plus d'un Faust (Seuil, 1975)
- Souffles (Des femmes, 1975)
- Partie (Des femmes, 1976)
- La (Gallimard, 1976)
- Angst (Des Femmes, 1977)
- Anankè (Des femmes, 1979)
- Illa (Des femmes, 1980)
- Limonade tout était si infini (Des femmes, 1982)
- Le Livre de Prométhéa (Gallimard, 1983)
- Déluge (Des femmes, 1992)
- Beethoven à jamais ou l'Existence de Dieu (Des femmes, 1993)
- La Fiancée juive de la tentation (Des femmes, 1995)
- OR, les lettres de mon père (Des femmes, 1997)
- Osnabrück (Des femmes, 1999)
- Le Jour où je n'étais pas là (Galilée, 2000)
- Les Rêveries de la femme sauvage (Galilée, 2000)
- Manhattan (Galilée, 2002)
- Tours promises (Galilée, 2004)
- Rencontre terrestre (avec Frédéric-Yves Jeannet, Galilée, 2005)
- L'amour même : dans la boîte aux lettres (Galilée, 2005)
- Hyperrêve (Galilée, 2006)
- Si près (Galilée, 2007)
- Cigüe : vieilles femmes en fleurs (Galilée, 2008)
- Philippines : prédelles (Galilée, 2009)
- Ève s'évade : la ruine et la vie (Galilée, 2009)[4]
- Double Oubli de l'Orang-Outang (Galilée, 2010)[5]
- Homère est morte (Galilée, 2014)
- Gare d'Osnabrük à Jérusalem (Galilée, 2016)

### Saggi
- L’Exil de James Joyce ou l'art du remplacement (Grasset, 1968)
- Prénoms de Personne (le Seuil, 1974)
- La Jeune Née, in collaborazione con Catherine Clément, (U.G.E., 1975)
- Le Rire de la Méduse (L'Arc, 1975 - ried. Galilée, 2010)
- La Venue à l’écriture (U.G.E., 1977)
- Entre l’écriture (Des femmes, 1986)
- L'Heure de Clarisse Lispector (Des femmes, 1989)
- Karine Saporta, in collaborazione con Daniel Dobbels et Bérénice Reynaud, (éditions Armand Colin, 1990)  (ISBN 978-2200372064).
- Hélène Cixous, photos de racines (con Mireille Calle-Gruber, Des femmes, 1994)
- Voiles (con Jacques Derrida, Galilée, 1998)
- Portrait de Jacques Derrida en jeune saint juif (Galilée, 2001)
- Le Voisin de zéro : Sam Beckett (Galilée, 2007)
- Entretien de la blessure, Sur Jean Genet, (Galilée, 2011)
- Abstracts et brèves chroniques du temps. I. Chapitre Los (Galilée, 2013)
- Ayaï ! Le Cri de la littérature (Galilée, 2013)
- Une autobiographie allemande, con Cécile Wajsbrot (Christian Bourgois, 2016)

### Teatro
- La Pupille (Cahiers Renaud-Barrault, 1971)
- Portrait de Dora (Des femmes, 1975) (Regia, scenografia,   allestimenti e costumi di Simone Benmussa. Création au Théâtre d'Orsay, Paris (saison 195/76). - Londres 1979.
- La Prise de l'école de Madhubaï (Avant-Scène, 1984)
- L’Histoire terrible mais inachevée de Norodom Sihanouk, roi du Cambodge (Théâtre du Soleil, 1985; nuova edizione rivista 1987)
- L’Indiade, ou l’Inde de leurs rêves, et quelques écrits sur le théâtre (Théâtre du Soleil, 1987)
- Les Euménides d’Eschyle (traduzione, Théâtre du Soleil, 1992)
- La Ville parjure ou le réveil des Erinyes (Théâtre du Soleil, 1994)
- Et soudain, des nuits d'éveil (Théâtre du Soleil, 1997)
- Tambours sur la digue, sous forme de pièce ancienne pour marionnettes jouée par des acteurs (Théâtre du Soleil, 1999)
- Rouen, la Trentième Nuit de Mai '31 (Galilée, 2001)
- Les Naufragés du Fol Espoir (Théâtre du soleil, 2010)

## Premi
- 2010 : Premio del Sindacato della critica 2009: migliore creazione di un testo teatrale in lingua francese per Les Naufragés du Fol Espoir
- 2014 : Premio Marguerite Duras
- 2014 : Premio della lingua francese[6]

## Onorificenze
- 2009 : Commendatore dell'ordine nazionale al merito[7]
- 2014 : Ufficiale della Legion d'onore

## Dottore Honoris Causa
- Università di Kingston (Canada) ;
- Edmonton (Canada) ;
- York (Inghilterra) ;
- Georgetown, Washington, Northwestern, Madison, Wisconsin (USA) ;
- St Andrews (Inghilterra) ;
- University College, Londra (Inghilterra) ;
- University College, Dublino (Irlanda)
- Professor Honoris Causa : Cardiff University  (Galles) ; Sussex University (Inghilterra)
- Andrew White Professor at large : Cornell University, Ithaca, New York (USA)